# Seznam narodnih herojev Jugoslavije (T)
Seznam narodnih herojev Jugoslavije, katerih priimki se začnejo na črko T.

## Seznam
- Franc Tavčar Rok (1920–2000), z redom narodnega heroja odlikovan 27. novembra 1953.
- Borko Talevski (1921–1942), za narodnega heroja proglašen 5. julija 1951.
- Joco Tarabić (1916–1995), z redom narodnega heroja odlikovan 27. novembra 1953.
- Borko Temelkovski (1919–2001), z redom narodnega heroja odlikovan 9. oktobra 1953.
- Peko Tepavčević (1912–1943), za narodnega heroja proglašen 27. novembra 1953.
- Milan Tepić (1957–1991), za narodnega heroja proglašen septembra 1991.
- Milan Tešić (1893–1944), za narodnega heroja proglašen 27. novembra 1953.
- Miloš Tica (1907–1942), za narodnega heroja proglašen 24. julija 1953.
- Veljko Todorović (1914–1944 ), za narodnega heroja proglašen 20. decembra 1951.
- Vojo Todorović Lerer (1914–1990), z redom narodnega heroja odlikovan 20. decembra 1951.
- Vojin Todorović Vojo (1912–1961), z redom narodnega heroja odlikovan 27. novembra 1953.
- Dimitrije Todorović Kaplar (1917–1942), za narodnega heroja proglašen 5. julija 1952.
- Mijalko Todorović Plavi (1913–1999), z redom narodnega heroja odlikovan 5. julija 1952.
- Blažo Todorovski (1902–1943), za narodnega heroja proglašen 9. oktobra 1953.
- Vangel Todorovski (1920–1942), za narodnega heroja proglašen 30. julija 1952.
- Hristijan Todorovski Karpoš (1921–1944), za narodnega heroja proglašen 29. julija 1945.
- Silvira Tomazini (1913–1942), za narodnega heroja proglašena 27. novembra 1953.
- Josip Tomažič Pino (1915–1941), za narodnega heroja proglašen 15. decembra 1949.
- Vlado Tomanović (1907–1943), za narodnega heroja proglašen 26. julija 1945.
- Dušan Tomašević Ćirko (1920–1944), za narodnega heroja proglašen 20. decembra 1951.
- Božo Tomić (1917–1944), za narodnega heroja proglašen 20. decembra 1951.
- Jandrija Tomić Ćić (1888–1944), za narodnega heroja proglašen 27. novembra 1953.
- Milan Tomić (1921–1944), za narodnega heroja proglašen 20. decembra 1951.
- Mirko Tomić (1904–1942), za narodnega heroja proglašen 6. julija 1945.
- Budo Tomović (1914–1942), za narodnega heroja proglašen 11. julija 1945.
- Anton Tone Tomšič (1910–1942), za narodnega heroja proglašen 25. oktobra 1943.
- Vida Tomšič (1913–1998), z redom narodnega heroja odlikovana 27. novembra 1953.
- Vuko Torović (1926–1943), za narodnega heroja proglašen 20. decembra 1951.
- Đuro Trbović (1913–1944), za narodnega heroja proglašen 20. decembra 1951.
- Rajko Trbović (1921–1942), za narodnega heroja proglašen 20. decembra 1951.
- Mehmed Trbonja (1915–2002), z redom narodnega heroja odlikovan 24. julija 1953.
- Mitar Trifunović Učo (1880–1942), za narodnega heroja proglašen 27. novembra 1953.
- Radmila Trifunović (1919–1943), za narodnega heroja proglašena 27. novembra 1953.
- Radovan Trnić Popa (1912–1941), za narodnega heroja proglašen 27. novembra 1953.
- Ivanka Trohar (1923–1944), za narodnega heroja proglašena 24. julija 1953.
- Tone Trtnik (1908–1942), za narodnega heroja proglašen 27. novembra 1953.
- Ljubo Truta (1915–1991), za narodnega heroja proglašen 27. novembra 1953.
- Branko Tubić Jelin (1921–1942), za narodnega heroja proglašen 27. novembra 1953.
- Mile Tubić (1920–1942), za narodnega heroja proglašen 27. novembra 1953.
- Ivan Turšič Iztok (1922–1944), za narodnega heroja proglašen 20. decembra 1951.